# Зозулинець провансальський
Зозулинець провансальський, зозулинець прованський (Orchis provincialis) — вид трав'янистих рослин родини орхідні (Orchidaceae), поширений на півдні Європи, в Туреччині й Закавказзі.

## Опис
Багаторічна рослина 15–35 см заввишки. Листки довгасто-ланцетні, до 18 мм завширшки, з темними плямами. Квітки жовті. Середня лопать губи майже квадратна, усічена, 2-лопатева, у виїмці з зубчиком; шпорець 14–18 мм довжиною. Суцвіття колосоподібне, нещільне.
Цвіте у квітні–травні, плодоносить в липні–серпні.

## Поширення
Поширений на півдні Європи від Португалії до Росії, у Туреччині й Закавказзі (Азербайджан, Вірменія та Грузія).
В Україні вид зростає на гірських луках, серед чагарників, в лісах, на лісових полянах — у гірському Криму (крім яйл), зрідка.

## Значення
Декоративне, лікарське.

## Загрози й охорона
Загрозами є природна сукцесія лісових масивів, яка зменшує кількість світла, що надходить до лісового ґрунту, урбанізація, будівельні проекти, розширення інфраструктури (нові дороги та розширення міст), туризм та збір рослин.
Усі види орхідей включені до Додатку B до Конвенції про міжнародну торгівлю видами дикої фауни та флори (CITES). Цей вид також занесений до Додатку I до Конвенції про охорону дикої природи та природних середовищ існування (Бернська конвенція). Занесений до Червоної книги Україні в статусі «Зникаючий». Вирощують в Нікітському ботанічному саду.